# Лесков, Александр Иванович
Алекса́ндр Ива́нович Леско́в (1902—1942) — советский геоботаник, флорист-систематик, доктор биологических наук.

## Биография
В 1926 году окончил биологическое отделение физико-математического факультета Ленинградского университета.
С 1929 года научный сотрудник отдела геоботаники Ботанического института АН СССР.
В 1935 году присуждена степень кандидата биологических наук по совокупности работ.
В 1941 году защитил докторскую диссертацию тему «Опыт фитоценологической монографии Abieteta Nordmannianae».

## Избранные труды
- Лесков А. И. Верхний предел лесов в горах Западного Кавказа // Ботанический журнал СССР. — 1932. — Т. 17, № 2. — С. 227—259.
- Лесков А. И. Материалы к флоре северо-западного Кавказа // Труды Ботанического музея АН СССР. — 1932. — Т. 25. — С. 23—45.
- Лесков А. И. Флора Малоземельской тундры. — М. ; Л. : Изд-во АН СССР, 1937. — 106 с. — (Труды Северной базы АН СССР ; вып. 2).
- Лесков А. И. Материалы к познанию растительности продольных долин северо-западного Кавказа // Труды Ботанического института АН СССР. Сер. 3. Геоботаника. — 1940. — Вып. 4. — С. 711—723.
- Лесков А. И. Принципы естественной системы растительных ассоциаций // Ботанический журнал. — 1943. — Т. 28, № 2. — С. 37—51.

## Растения, названные именем А. И. Лескова
- Campanula leskovii Fed. (1953)
- Deschampsia leskovii Tzvelev (2010)
- Heracleum leskovii Grossh. (1932)